# Стефанос Капіно
Стефанос Капіно (грец. Στέφανος Καπίνο, нар. 18 березня 1994, Афіни) — грецький футболіст, воротар клубу «Армінія» (Білефельд) та національної збірної Греції.

## Клубна кар'єра
Починав займатися футболом в аматорській команді «Аетос». 2007 року приєднався до футбольної академії «Панатінаїкоса».
Вже 2011 року 17-річний голкіпер почав на регулярній основі залучатися до ігор основної команди «Панатінаїкоса». Протягом осінньої частини сезону 2011-12 юний воротар захищав ворота клубу в 11 матчах Грецької Суперліги.

## Виступи за збірні
2010 року дебютував у складі юнацької збірної Греції, взяв участь у 10 іграх на юнацькому рівні (в команди U-17 та U-19), пропустивши 10 голів.
2011 року був викликаний до складу національної збірної Греції. 15 листопада 2011 року воротар дебютував у матчах головної команди країни, відстоявши у воротах команди у товариській зустрічі проти збірної Румунії. На день дебюту у збірній Стефаносу Капіно виповнилося 17 років та 241 день, що зробило його наймолодшим гравцем в історії збірної Греції 